# Launay-Villiers
Pour les articles homonymes, voir Launay et Villiers.
Launay-Villiers est une commune française, située dans le département de la Mayenne en région Pays de la Loire, peuplée de 358 habitants.
La commune fait partie de la province historique du Maine, et se situe dans le Bas-Maine.

## Géographie

### Climat
Le climat qui caractérise la commune est qualifié, en 2010, de « climat océanique altéré », selon la typologie des climats de la France qui compte alors huit grands types de climats en métropole. En 2020, la commune ressort du même type de climat dans la classification établie par Météo-France, qui ne compte désormais, en première approche, que cinq grands types de climats en métropole. Il s’agit d’une zone de transition entre le climat océanique, le climat de montagne et le climat semi-continental. Les écarts de température entre hiver et été augmentent avec l'éloignement de la mer. La pluviométrie est plus faible qu'en bord de mer, sauf aux abords des reliefs.
Les paramètres climatiques qui ont permis d’établir la typologie de 2010 comportent six variables pour les températures et huit pour les précipitations, dont les valeurs correspondent aux données mensuelles sur la normale 1971-2000. Les sept principales variables caractérisant la commune sont présentées dans l'encadré ci-après.
| Paramètres climatiques communaux sur la période 1971-2000 - Moyenne annuelle de température : 11 °C - Nombre de jours avec une température inférieure à −5 °C : 2,2 j - Nombre de jours avec une température supérieure à 30 °C : 2,9 j - Amplitude thermique annuelle : 13,6 °C - Cumuls annuels de précipitation : 824 mm - Nombre de jours de précipitation en janvier : 13,3 j - Nombre de jours de précipitation en juillet : 7,6 j |

Avec le changement climatique, ces variables ont évolué. Une étude réalisée en 2014 par la Direction générale de l'Énergie et du Climat complétée par des études régionales prévoit en effet que la  température moyenne devrait croître et la pluviométrie moyenne baisser, avec toutefois de fortes variations régionales. La station météorologique de Météo-France installée sur la commune et en service de 2001 à 2020 permet de connaître l'évolution des indicateurs météorologiques. Le tableau détaillé pour la période 1981-2010 est présenté ci-après.
| Mois                                  | jan.           | fév.           | mars          | avril         | mai           | juin          | jui.          | août         | sep.          | oct.          | nov.          | déc.          | année      |
| ------------------------------------- | -------------- | -------------- | ------------- | ------------- | ------------- | ------------- | ------------- | ------------ | ------------- | ------------- | ------------- | ------------- | ---------- |
| Température minimale moyenne (°C)     | 1,7            | 1,7            | 3,3           | 5,1           | 8,5           | 11,3          | 12,9          | 12,7         | 10            | 8,2           | 4,7           | 1,2           | 6,8        |
| Température moyenne (°C)              | 4,5            | 5,4            | 7,6           | 10,3          | 13,5          | 17,1          | 18,4          | 18,2         | 15,6          | 12,5          | 8             | 4,2           | 11,3       |
| Température maximale moyenne (°C)     | 8,5            | 9              | 11,9          | 15,5          | 18,6          | 22,9          | 24            | 23,6         | 21,2          | 16,7          | 11,3          | 7,2           | 15,9       |
| Record de froid (°C) date du record   | −10,2 07.01.09 | −13,1 12.02.12 | −9,1 01.03.05 | −4,7 11.04.06 | −1,6 01.05.16 | 1,5 01.06.06  | 4,9 30.07.15  | 4,9 21.08.14 | 0,5 26.09.10  | −2 29.10.03   | −6,3 30.11.10 | −9,1 16.12.09 | −13,1 2012 |
| Record de chaleur (°C) date du record | 15,1 24.01.16  | 19,6 27.02.19  | 22,4 20.03.05 | 27,2 30.04.05 | 30,3 24.05.10 | 35,9 29.06.19 | 38,1 23.07.19 | 39 10.08.03  | 33,3 14.09.20 | 27,7 02.10.11 | 21,5 07.11.15 | 15,8 19.12.15 | 39 2003    |
| Précipitations (mm)                   | 89,1           | 64,7           | 68,1          | 61,8          | 75,7          | 55,2          | 64,5          | 46,4         | 65,7          | 90,7          | 83,5          | 93,1          | 858,5      |

## Urbanisme

### Typologie
Au 1er janvier 2024, Launay-Villiers est catégorisée commune rurale à habitat dispersé, selon la nouvelle grille communale de densité à sept niveaux définie par l'Insee en 2022.
Elle est située hors unité urbaine et hors attraction des villes,.

### Occupation des sols
L'occupation des sols de la commune, telle qu'elle ressort de la base de données européenne d’occupation biophysique des sols Corine Land Cover (CLC), est marquée par l'importance des territoires agricoles (99,1 % en 2018), une proportion identique à celle de 1990 (99,1 %). La répartition détaillée en 2018 est la suivante : 
prairies (48,2 %), terres arables (45,8 %), zones agricoles hétérogènes (5,1 %), eaux continentales (0,6 %), zones urbanisées (0,2 %), forêts (0,1 %). L'évolution de l’occupation des sols de la commune et de ses infrastructures peut être observée sur les différentes représentations cartographiques du territoire : la carte de Cassini (XVIIIe siècle), la carte d'état-major (1820-1866) et les cartes ou photos aériennes de l'IGN pour la période actuelle (1950 à aujourd'hui).

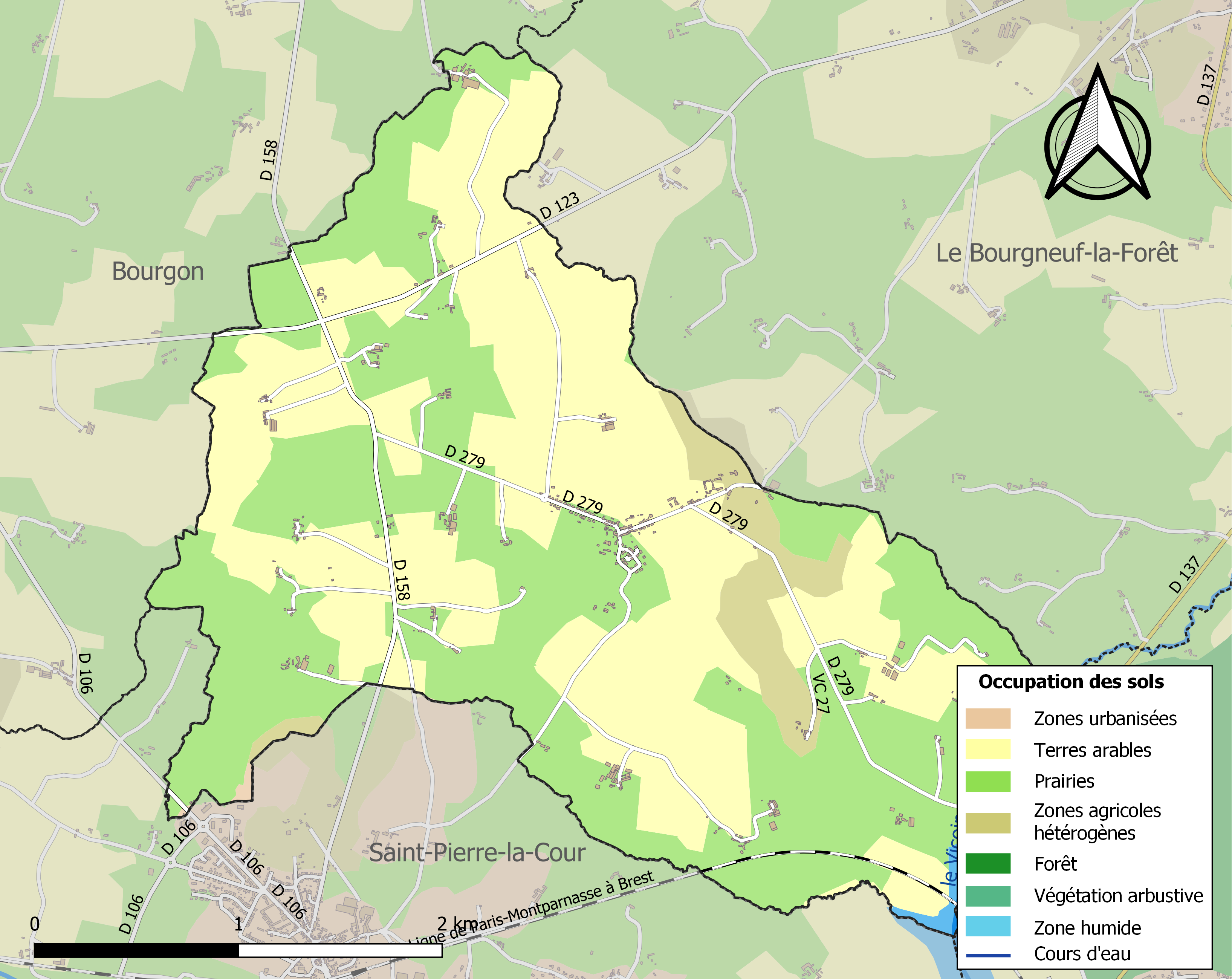
Carte des infrastructures et de l'occupation des sols de la commune en 2018 (CLC).

## Histoire
Robert III de Vitré, en lutte contre le duc de Bretagne Conan IV dut trouver refuge sur les terres de Guy IV de Laval, se retranchant dans une motte féodale située à Launay-Villiers.
Pendant la Révolution, le marquis de La Rouërie, chef de l'Association bretonne, s'est caché au château de Launay-Villiers entre le début du mois de juin et le mois de septembre 1792. Il y rencontra plusieurs des futurs chefs de la Chouannerie, notamment, très probablement Jean Chouan.[réf. nécessaire]

## Politique et administration
| Période    | Période    | Identité               | Étiquette | Qualité               |
| ---------- | ---------- | ---------------------- | --------- | --------------------- |
| 1953       |            | Yves de Vaujuas-Langan |           |                       |
| 1991       | mars 2008  | Constant Lhotellier    |           | Agriculteur retraité  |
| mars 2008  | avril 2014 | Évelyne Henry          | SE        | Dessinateur projeteur |
| avril 2014 | mai 2020   | Luc Maës               | SE        |                       |
| mai 2020   | En cours   | Hervé Lhotellier       | SE-DVD    | Agriculteur           |

## Population et société

### Démographie
L'évolution du nombre d'habitants est connue à travers les recensements de la population effectués dans la commune depuis 1793. Pour les communes de moins de 10 000 habitants, une enquête de recensement portant sur toute la population est réalisée tous les cinq ans, les populations de référence des années intermédiaires étant quant à elles estimées par interpolation ou extrapolation. Pour la commune, le premier recensement exhaustif entrant dans le cadre du nouveau dispositif a été réalisé en 2006.
En 2022, la commune comptait 358 habitants, en évolution de −7,25 % par rapport à 2016 (Mayenne : −0,73 %, France hors Mayotte : +2,11 %).
| 1793 | 1800 | 1806 | 1821 | 1831 | 1836 | 1841 | 1846 | 1851 |
| ---- | ---- | ---- | ---- | ---- | ---- | ---- | ---- | ---- |
| 537  | 303  | 547  | 552  | 570  | 588  | 634  | 669  | 630  |

| 1856 | 1861 | 1866 | 1872 | 1876 | 1881 | 1886 | 1891 | 1896 |
| ---- | ---- | ---- | ---- | ---- | ---- | ---- | ---- | ---- |
| 604  | 572  | 533  | 543  | 540  | 514  | 513  | 514  | 465  |

| 1901 | 1906 | 1911 | 1921 | 1926 | 1931 | 1936 | 1946 | 1954 |
| ---- | ---- | ---- | ---- | ---- | ---- | ---- | ---- | ---- |
| 362  | 396  | 397  | 348  | 331  | 332  | 323  | 348  | 313  |

| 1962 | 1968 | 1975 | 1982 | 1990 | 1999 | 2006 | 2011 | 2016 |
| ---- | ---- | ---- | ---- | ---- | ---- | ---- | ---- | ---- |
| 299  | 319  | 330  | 358  | 343  | 350  | 396  | 393  | 386  |

| 2021 | 2022 | - | - | - | - | - | - | - |
| ---- | ---- | - | - | - | - | - | - | - |
| 366  | 358  | - | - | - | - | - | - | - |

## Culture locale et patrimoine

### Lieux et monuments

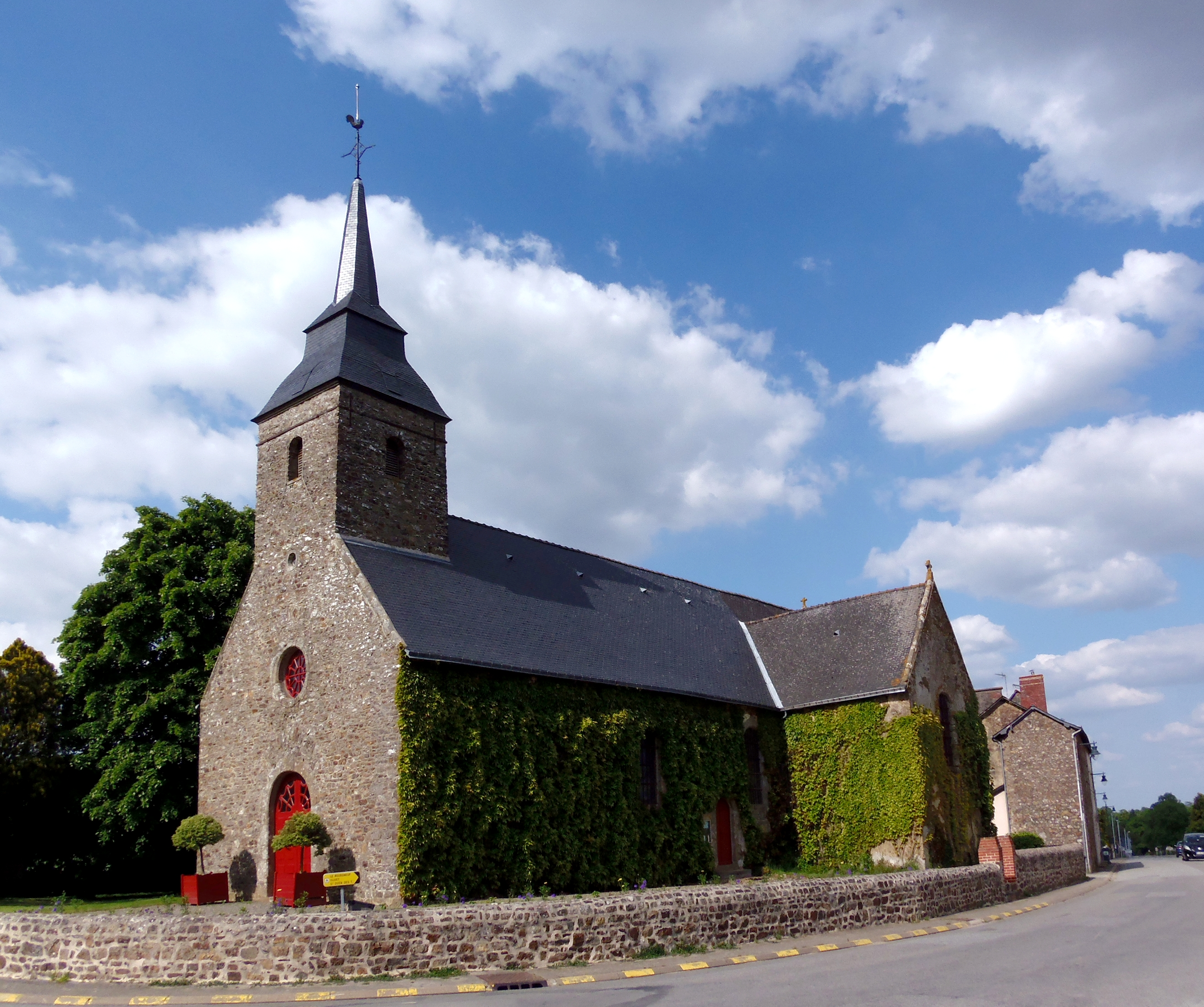
L'église de la Sainte-Trinité.

- L'église de la Sainte-Trinité
- Le château de Launay-Villiers.

### Personnalités liées à la commune
- Guillaume Le Métayer dit Rochambeau (1763-1798), chef chouan de la Mayenne y a été arrêté.
- Guillaume Garot (né en 1966), député de la Mayenne, ancien ministre et ancien maire de Laval, nu-propriétaire de la maison de ses parents, à Launay-Villiers[22].